# Nikolaus Bernau

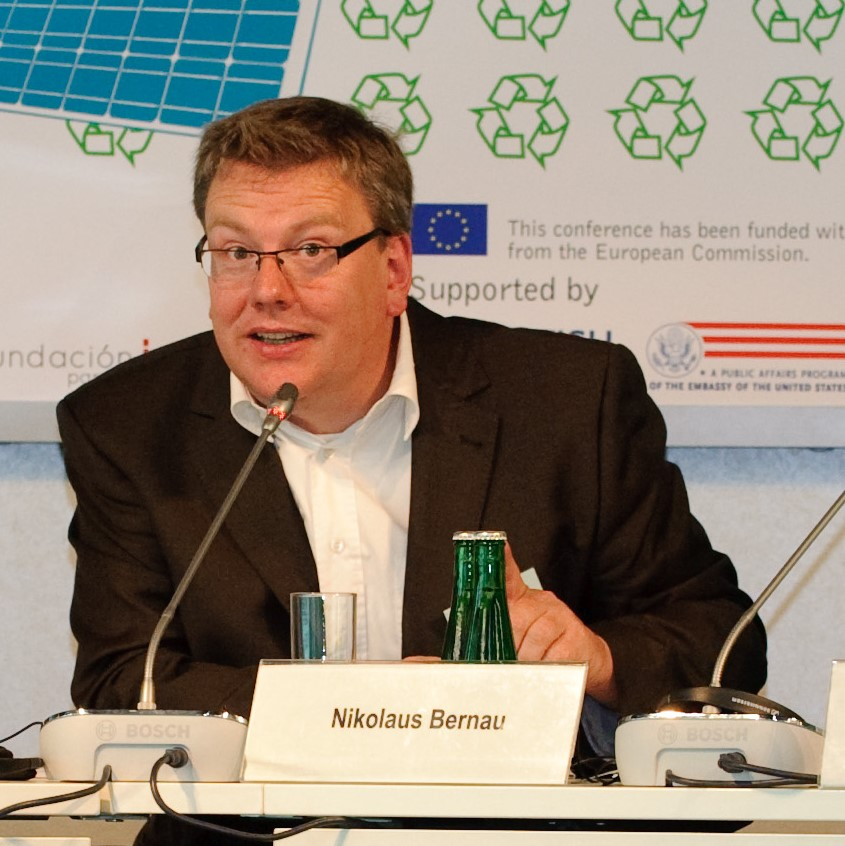
Nikolaus Bernau (2010)

Nikolaus Bernau (* 23. Juni 1964 in Bonn) ist ein deutscher Kunstwissenschaftler, Architekturkritiker, Journalist und Sachbuchautor.

## Leben
Bernau studierte Architektur und Kunstwissenschaften an der Technischen Universität Berlin und der Hochschule der Künste Berlin. Er ist Freier Redakteur und Autor für Tages- und Wochenzeitungen, darunter die Frankfurter Allgemeine Zeitung, Der Tagesspiegel, Die Zeit, sowie Radiosender wie Deutschlandfunk Kultur, RbbKultur, SWR, MDR Kultur.
Von 2000 bis 2022 arbeitete Bernau als Freier Redakteur mit den Schwerpunkten Architektur, Denkmalpflege, Städtebau, Museums-, Bibliotheks- und Kulturpolitik sowie Geschichte in der Redaktion der Berliner Zeitung. 2003 bis 2014 war er Mitglied des Berliner Landesdenkmalrats. Seit 2022 ist er Mitglied des Beirats für Kunst am Bau des Bundesbauministerium. In Diskussionen und Publikationen zeichnet er sich durch die konstruktiv-kritische Auseinandersetzung mit dem kulturellen Erbe und der Moderne aus. Lehraufträge für Architektur- und Museumsgeschichte u. a. an der BTU Cottbus, der FHTW in Berlin, der TU Berlin. Er publiziert wissenschaftlich zur Architektur-, Städtebau-, Museums- und Bibliotheksgeschichte des 19. und 20. Jahrhunderts, ist zweiter Vorsitzender der Richard-Schöne-Gesellschaft und des Mädewitzer Vereins Kirche im Dorf.

## Auszeichnungen
- 2023 zum Mitglied des International Committee of Architecture Critics CICA berufen.
- 2016 (November): Critic in Residence des von der Deutschen Botschaft geförderten Deutsch-Amerikanischen Austauschprogramms am Davidson College, Davidson, North Carolina.
- 2015: Ausstellung Museumsvisionen zum Wettbewerb für die Berliner Museumsinsel in der Kulisse der Bauakademie.
- 2014–2015: mit Bénédicte Savoy und Hans-Dieter Nägelke Architekturmuseum der Technischen Universität Berlin Leiter des Forschungsprojekts Museumsvisionen zu Architekturwettbewerben im 19. und frühen 20. Jahrhundert
- 2014: Fellow des Exzellenzcluster Topoi
- 2013: Helmut-Sontag-Preis des Deutschen Bibliotheksverbandes und der Wissenschaftlichen Buchgesellschaft anlässlich des 5. Bibliothekskongresses in Leipzig am 11. März 2013.
- 2011: Silberne Halbkugel des Deutschen Nationalkomitees für Denkmalschutz.
- 1996: Journalistenpreis des Deutschen Nationalkomitees für Denkmalschutz

## Veröffentlichungen

### Herausgeber
- Mit Bénédicte Savoy, Hans-Dieter Nägelke: Museumsvisionen. Der Wettbewerb zur Erweiterung der Berliner Museumsinsel 1883/84. Kiel 2015.
- Mit Susanne Schindler: Inszenierte Moderne. Zur Architektur von Fritz Bornemann. Berlin 2003.
- Mit Alexis Joachimides, Sven Kuhrau, Viola Vahrson: Museumsinszenierungen. Zur Geschichte der Institution des Kunstmuseums. Die Berliner Museumslandschaft 1830–1990, Verlag der Kunst, Dresden/Basel, 1995.
- Mit Alexis Joachimides: Freie Universität Berlin (Hrsg.): Bericht I des Projekttutorium 246, Der Grand Louvre als Vorbild für Berlin. Berlin 1992. maschinenvervielfältigtes Manuskript.
- Mit Alexis Joachimides: Freie Universität Berlin (Hrsg.): Bericht II des Projekttutorium 246, Der Grand Louvre als Vorbild für Berlin. Berlin 1991. maschinenvervielfältigtes Manuskript.

### Architektur-Monografien
- Die Berliner Niederlassung der KfW im ehemaligen Bankenviertel, Die neuen Architekturführer Nr. 58, Regensburg 2021.
- Wohnstadt Carl Legien. Berlin 2013.
- Die Berliner Akademie der Künste im Hansaviertel. Berlin 2007.
- Die Museumsinsel, Architekturführer. Berlin 2006.
- Das Holocaust-Denkmal, Architekturführer. Berlin 2005.
- Potsdam historische Mitte, Architekturführer. Berlin 2004.
- Kreditanstalt für Wiederaufbau (ehem. Berliner Handelsgesellschaft). Architekturführer. Berlin 2004.
- Die russische Botschaft Unter den Linden. Architekturführer. Berlin 2001.
- Der Berliner Fernsehturm. Architekturführer. Berlin 2000.
- Der Berliner Reichstag. Architekturführer. Berlin 1999.

### Architektur und Architekturgeschichte
- Über Grenzen hinweg. Wenn Architektur auf Reisen geht. In: Die Architekt, 3, 2025, S. 38–43, (Baukultur im Gepäck. Architektur und Reisen).
- Die Alte und das Neue. Staatsbibliothek zu Berlin – Staatsbibliothek Unter den Linden. In: Wo beginnt die Zukunft? Im Focus: Außenperspektiven auf die SPK. In: Jahresbericht der Stiftung Preußischer Kulturbesitz 2022, Berlin 2023, S. 40–43.
- Wider die Spur. In: Stephanie Kloss, Heimo Lattner (Hrsg.), Mitte – Unrealisierte Entwürfe von Zvi Hecker, Berlin 2022, S. 42–49 (Ausstellung Bezirksmuseum Berlin-Mitte, Nov. 2022).
- The Kulturforum Berlin: A Monument of German Idealsism, in: Volkwin Marg, Hubert Nienhoff (Hrsg.): Forum Bildende Künste. Concepts for a Central Entrance Building at the Kulturforum Berlin, Hamburg 2021, S. 7–9.
- Vom Nutzen der Erinnerung. Überlegungen zur Umnutzung historisch gewordener Bibliotheksgebäude, in: Klaus Gereon Beukers, Nils Meyer (Hrsg.): Bibliotheksarchitektur um 1900. Die Kieler Universitätsbibliothek von Martin Gropius und Schmieden im Kontext Europäischer Bibliotheksbauten, Kiel 2020, S. 379–403[1] [mit einer Statistik umgenutzter Carnegie-Bibliotheken].
- Als ein Turm gebaut wurde. Der Berliner Fernsehturm wird 50 Jahre alt. In: Susanne Kähler, Wolfgang Krogel (Hrsg.): Jahrbuch des Vereins für die Geschichte Berlins 2019. Berlin 2019, S. 155–164.
- Beton und Glaube. Kirchenarchitektur der Nachkriegsmoderne in Berlin. Berlin 2014.
- Welterbestadt Quedlinburg. In: Paul Andreas, Karen Jung, Peter Cachola Schmal (Hrsg.): Unesco Welterbe. Eine Deutschlandreise. Deutsches Architektur Museum, Frankfurt/Main. Berlin 2013, S. 115–121.
- Ludwig Hoffmann: Straßenachse zur Museumsinsel 1913. In: Carsten Krohn (Hrsg.): Das ungebaute Berlin – Stadtkonzepte im 20. Jahrhundert. Berlin 2010, S. 32–34.
- Neue Garagenbauten. In: Architektenkammer Berlin (Hrsg.): Architektur in Berlin. Jahrbuch 2007. Berlin 2008.
- Welterbe Hansaviertel. Warum ist diese Moderne der Fünfzigerjahre so modern geblieben? Ein Rückblick nach 50 Jahren. In: Magazin-Beilage der Berliner Zeitung. Berlin 12. Mai 2007.
- Es swingt die Auster. West-Berliner Bauten der Fünfzigerjahre erklären, warum Amerikas Kultur selbst ihre Kritiker so fasziniert. In: Magazin-Beilage der Berliner Zeitung. Berlin 18. August 2007.
- Palastverschwendung. Gegen den Abriss trotz kulturpolitischer Not. In: Architektenkammer Berlin (Hrsg.): Architektur in Berlin. Jahrbuch 2005. Berlin 2005, S. 25–28.
- Wo hing Edvard Munchs Lebensfries? Zu dem Bau der Kammerspiele und ihrem berühmtesten Schmuck. In: Roland Koberg, Bernd Stegemann, Henrike Thomsen (Hrsg.): Blätter des Deutschen Theaters. Max Reinhardt und das Deutsche Theater. Berlin 2005, S. 65–78.
- Die zeremonielle Würde der Politik. Das Band des Bundes ist vollendet. In: Architektenkammer Berlin (Hrsg.): Architektur in Berlin. Jahrbuch 2004. Berlin 2004, S. 7–10.
- Liberal bis in den Stein. Zum 150. Geburtstag des berühmten Berliner Architekten Alfred Messel. In: Magazin-Beilage der Berliner Zeitung. Berlin 20. Juli 2003.
- Vom Heiligen Reich zur neuen Bundesrepublik. Das Zeughaus und seine Erweiterung. Übers Peis Raumlust, Berliner Denkmalpflege und einen misslungenen Innenhof. In: Architektenkammer Berlin (Hrsg.): Architektur in Berlin. Jahrbuch 2003. Berlin 2003, S. 54–58.
- Der Bürgerarchitekt. Ludwig Hoffmann war der bedeutendste Berliner Baustadtrat. Vor 150 Jahren wurde er in Darmstadt geboren. In: Magazin-Beilage der Berliner Zeitung. Berlin 7. Juli 2002.
- Wir Kinder Amerikas. Zur Gültigkeit ästhetischer Urteile über die Nachkriegsmoderne. In: Architektenkammer Berlin (Hrsg.): Architektur in Berlin. Jahrbuch 2001. Berlin 2001, S. 40–45.
- Unter den Linden 50. In: Bundesministerium für Verkehr, Bau- und Wohnungswesen (Hrsg.): Demokratie als Bauherr. Die Bauten des Bundes in Berlin 1991–2000. Hamburg 2000, S. 100–105.
- Das Haus der Deutschen Wirtschaft. In: Architektenkammer Berlin (Hrsg.): Architektur in Berlin. Jahrbuch 2000. Berlin 2000, S. 126–130.
- Kronprinzenpalais Unter den Linden. In: Museumsjournal. Band 1. Berlin 1999, S. 4–9.
- Die Utopie ist international. Das Bauen der sechziger und siebziger Jahre in der DDR und BRD als Versuch, sich von der nationalen Moderne zu befreien. In: DAM Architektur Jahrbuch. Frankfurt/Main.
- Hexenkessel der friedlichen Krieger. Sport ohne Gedächtnis [Stadionsumbauten in Europa]. In: Magazin-Beilage der Berliner Zeitung. Berlin 7. August 1999.
- Eine Abrisschronik der Line 1. Traditionsbruch als urbanes Lebenskonzept. In: Barbara Jäger, Gabriele Wachter (Hrsg.): Abriss oder Ertüchtigung. Ein Beitrag zur Auseinandersetzung um denkmalgeschützte Eisenkonstruktionen am Beispiel der Berliner Hochbahn. ViceVersa Verlag, Berlin 1999, S. 71–92.
- Kritische Rekonstruktion und Bauakademie. In: Doris Fouquet-Plümacher, Förderverein Bauakademie (Hrsg.): Mythos Bauakademie, Berlin. Berlin 1998, S. 116–120.
- Neue Kinobauten für Berlin. In: Architektenkammer Berlin (Hrsg.): Architektur in Berlin. Jahrbuch 1998. Berlin 1998, S. 76–81.
- Der Andreas Schlüter des Wilhelminismus. Vor 150 Jahren wurde Ernst von Ihne geboren. In: Magazin-Beilage der Berliner Zeitung. Berlin 23. Mai 1998.
- Das neue Berliner Messegelände. Ein Vergleich. In: Architektenkammer Berlin (Hrsg.): Architektur in Berlin. Jahrbuch 1997. Berlin 1997, S. 96–101.
- Bauern, Stein, Kupfer, Holz. Die Konstruktion des Nationalen um 1900 in der Kunst am Beispiel Finnlands. In: Adolf Krischanitz (Hrsg.): Ideale Realitäten. Lehrgebiet für Stadterneuerung und Entwerfen HdK Berlin. Berlin 1997.
- Der Abriss des Berliner Schlachthofes. Eine vertane Chance. In: Architektenkammer Berlin (Hrsg.): Architektur in Berlin. Jahrbuch 1996. Berlin 1996, S. 36–39.

### Museumsgeschichte und Museumswesen
- Formen einer neuen Macht. Architektur und Design für Museen in der DDR. In: Lucas Cladders, Kristina Kratz-Kessemeier (Hrsg.), Museen in der DDR. Akteure – Orte – Politik, Böhlau-Verlag Wien, New York München 2022, S. 193–213.
- Das Stiefkind der Museumskultur: Studiensammlungen, Schaudepots und Depotsstehen vor dem Beginn einer neuen Museumsepoche. In: Museumsverband Brandenburg (Hrsg.), Museumsblätter. Mitteilungen des Museumsverband Brandenburg: Museumsdepots – Hinterzimmer oder Bühne? Allein oder gemeinsam? Auf dem Weg zum guten Depot, Potsdam, Juli 2021, S. 8–13.
- Das Museum als Denkmal. Können und sollen historisch gewordene Museumsinszenierungen bewahrt werden? In: Martin Maischberger Barbara Feller (Hrsg.): Aussenräume in Innenräumen. Die musealen Raumkonzeptionen von Walter Andrae und Theodor Wiegand im Pergamonmuseum. Berlin 2018, S. 359–382.
- Nationalsozialismus und Modernität. Museumsinszenierungen in Deutschland 1933-1945. In: Tanja Baensch, Kristina Kratz-Kessemeier, Dorothee Wimmer (Hrsg.), Museen im Nationalsozialismus. Akteure – Orte – Politik, Böhlau Verlag Köln, Weimar, Wien 2016. S. 203–222.
- Nikolaus Bernau, Bénédicte Savoy, Hans-Dieter Nägelke: Von der Freistätte zur Museumsinsel - Der Berliner Museumsinselwettbewerb von 1883/84, seine internationale Einbindung, die Voraussetzungen und die Folgen. In: Museumsvisionen. Der Wettbewerb zur Erweiterung der Berliner Museumsinsel 1883/84. 2015, S. 11–32.
- Legende im Nachgang, Alfred Messel: Motto >Hellas und Rom<. In: Nikolaus Bernau, Bénédicte Savoy, Hans-Dieter Nägelke, Museumsvisionen. Der Wettbewerb zur Erweiterung der Berliner Museumsinsel 1883/84. 2015, S. 288–293.
- mit Mei-Hau Kunzi, Ökonomie der Skizze: Unbekannter Teilnehmer: Ohne Motto. In: Nikolaus Bernau, Bénédicte Savoy, Hans-Dieter Nägelke, Museumsvisionen. Der Wettbewerb zur Erweiterung der Berliner Museumsinsel 1883/84. 2015, S. 300–302.
- Fassade vor Funktion. Das Berliner Schloss und das Humboldt-Forum: Ein geplantes Desaster. In: Maria Welzig, Anna Stuhlpfarrer (Hrsg.): Kulturquartiere in ehemaligen Residenzen. Zwischen imperialer Kulisse und urbaner Neubesetzung. Wien 2014, S. 317–238.
- Es wird Empörung geschürt. Interview mit Hermann Parzinger, aus Berliner Zeitung 14./15.7.2012. In: Jahrbuch Preußischer Kulturbesitz. Band 48. Berlin 2014, S. 148–151.
- Einheit durch Vielfalt: Die Säle für Abgüsse nachantiker Skulpturen im Berliner Neuen Museum. Museale Spezialisierung und Nationalisierung ab 1830, Das Neue Museum in Berlin im internationalen Kontext. In: Ellinoor Bergvelt, Debora J. Meijers, Lieske Tibbe, Elsa van Wezel (Hrsg.): Berliner Schriften zur Museumsforschung. Band 29. Berlin 2011, S. 207–225.
- Das Pergamonmuseum und seine vier Museen als Lehrinstrumente einer anderen Moderne. In: Ralf Grüßinger, Volker Kästner, Andreas Scholl (Hrsg.): Pergamon. Panorama der antiken Metropole. Berlin 2011, S. 388–392.
- Mehr ist mehr. Die Idee museumsferner Depots ist überholt. In: Museumsjournal. Band 4. Berlin 2010, S. 8–10.
- Vertraut dem Chaos. Das Humboldt-Forum im Kontext neuer internationaler Museumsprojekte. In: Thomas Flierl, Hermann Parzinger (Hrsg.): Humboldt-Forum Berlin. Das Projekt, Berlin. Berlin 2009, S. 240–249.
- Fritz Bornemann – Nachruf auf den großen Museumsinszenator. In: Jahrbuch Preußischer Kulturbesitz. Band 44. Berlin 2008, S. 263–279.
- Der Wal bläst. Das Walfangmuseum Sandefjord. In: Museumsjournal. Band 20, Nr. 3. Berlin 2006, S. 49–54.
- Die Aura des Kunstlabors. Das Museum of Modern Art als Klassikertempel. In: Museumsjournal. Band 19, Nr. 1. Berlin 2005, S. 13–15.
- Monnickendam – ein DDR-Museum in den Niederlanden. In: Museumsjournal. Band 18, Nr. 4. Berlin 2004, S. 4–5.
- Dunkle Magie der Aura. Bornemanns Inszenierungen von Kunst- und Völkerkundemuseen in Dahlem. In: Susanne Schindler, Nikolaus Bernau (Hrsg.): Inszenierte Moderne. Zur Architektur von Fritz Bornemann. Berlin 2003, S. 106–121.
- Museumsgeschichte als Entwurfsmittel. Vervielfältigtes Manuskript, Technische Universität Braunschweig,. Braunschweig 2002.
- Die Masterpläne für die Berliner Museumsinsel. Ein kritischer Blick auf ein Jahrhundertprojekt des Bustourismus. In: Architektenkammer Berlin (Hrsg.): Architektur in Berlin. Jahrbuch 2002. Berlin 2002, S. 18–23.
- Im Dunkel ins Licht gestellt. Fritz Bornemanns Inszenierungen der Museen in Dahlem revolutionierten einst die Museumswelt. In: Museumsjournal. Band 16, Nr. 3. Berlin 2002, S. 11–13.
- Die Akropolis von Spree-Athen. Die Bauten der Museumsinsel – ihre Geschichte und Zukunft. In: Carola Wedel (Hrsg.): Die neue Museumsinsel. Der Mythos. Der Plan. Die Vision. Berlin 2002.
- Typologie und Formen des Kulturhistorischen Museums. In: Sven Kuhrau, Alexis Joachimides (Hrsg.): Renaissance der Kulturgeschichte? Die Wiederentdeckung des Märkischen Museum in Berlin aus einer europäischen Perspektive. Dresden/Basel 2001, S. 33–56.
- Il Neues Museum a Berlino. In: Casabella 721. Berlin April 2004, S. 40–47 (italienisch).
- Starting Signal on the Island. The results of the competition for the Pergamon Museum. In: Foyer. Journal for urban development, Urban 21, 1/2000. Berlin 2000, S. 16–17 (englisch).
- Die Antikensäle des Pergamonmuseums. Ein Denkmal deutscher Architekturgeschichte. In: Stefan Altekamp, Mathias Renè Hofter, Michael Krumme (Hrsg.): Posthumanistische Klassische Archäologie. München 2001, S. 461–473.
- Der Vaterländische Saal. Ein Denkmal der europäischen Vor- und Frühgeschichte. In: Museumsjournal. Berlin 2001, S. 15–19.
- Susanne Härth: 100 Jahre Baugeschichte des Märkischen Museums. In: Museumsjournal. Band 3, 1999, S. 26–29.
- Kai Michel: Das Märkische Museum. Geschichte und Zukunft einer bürgerlichen Kulturinstitution. Berlin 1999.
- Das Museum als Ort der Geschichtslosigkeit. In: Magazin der Berliner Zeitung. Berlin 12. September 1998.
- Die neue Berliner Gemäldegalerie. In: Neue Bildende Kunst 1998
- Das gescheiterte Nationalmuseum. Der letzte Bau auf der Berliner Museumsinsel – Das Pergamonmuseum 1907–1930. In: Magazin-Beilage der Berliner Zeitung zur Museumsinsel. Berlin 8. November 1997. (hierfür auch Mit-Redaktion)
- Von der Kunstkammer zum Musenarchipel. Die Berliner Museumslandschaft 1830–1990. In: Alexis Joachimides u. a. (Hrsg.): Museumsinszenierungen. Zur Geschichte der Institution des Kunstmuseums. Die Berliner Museumslandschaft 1830–1990. Dresden/Basel 1995, S. 15–36.
- mit Nadine Riedel: Für Kaiser und Reich. Die Antikenabteilung im Pergamonmuseum. In: A. Joachimides u. a. (Hrsg.): Museumsinszenierungen. Zur Geschichte der Institution des Kunstmuseums. Die Berliner Museumslandschaft 1830–1990. Dresden/Basel 1995, S. 171–190.
- Museen im Streit. Museumsgeschichte und die Berliner Planungen seit 1990. In: A. Joachimides u. a. (Hrsg.): Museumsinszenierungen. Zur Geschichte der Institution des Kunstmuseums. Die Berliner Museumslandschaft 1830–1990. Dresden/Basel 1995, S. 222–234.
- Das Museums als Besuchermaschine. In: Bundesbaudirektion Berlin (Hrsg.): Museumsinsel Berlin. Wettbewerb zum Neuen Museum. Berlin 1994, S. 114–115. (Zuerst in Der Tagesspiegel 30. März 1994.)
- Der Berliner Museumsstreit fängt jetzt erst richtig an. Erfreuen oder Belehren? Die Argumente im Generationenstreit: Ein Überblick zum Stand der Debatte. In: Jahrbuch Preußischer Kulturbesitz. Band 29. Berlin 1992, S. 61–64. (Zuerst in: Der Tagesspiegel, 21. August 1992.)
- Von der Last der Tradition und dem Geist der Modernität. Die geplante Neuordnung der Berliner Museen im Kreuzfeuer der Kritik. In: Jahrbuch Preußischer Kulturbesitz. Band 27. Berlin 1990, S. 130–131.

### Kunst-, Kultur- und Technikgeschichte
- Nur am Ort ist dauerhaft kritisches Erinnern möglich. Ergebnisse einer Umfrage zum Umgang mit antijüdischen Schmähplastiken des Mittelalters [bes. sog. Judensauen], in: Kunst und Kirche, 2. 2022, S. 4–11, ISSN 0023-5431.
- Der Vater des Transrapid. Vor 80 Jahren fuhr der Schienenzeppelin zwischen Hamburg und Berlin 230 km/h. Der Rekord hielt fast ein Vierteljahrhundert. Das weltberühmte Fahrzeug aber landete nur acht Jahre später auf dem Müll. In: Magazin-Beilage der Berliner Zeitung. Berlin 18. Juni 2011.
- Jan van Eyck und Dürer bis heute. Interview mit Till-Holger Borchert und Guido Messling, in: Till-Holger Borchert, Guido Messling (Hrsg.), Van Eyck bis Dürer. Altniederländische Meister und die Malerei in Mitteleuropa 1430–1530, Brügge 2010 (Beilage).
- Der Ort des Souveräns. In: Förderverein für die Ausstellung: Die Bedeutung des Berliner Stadtschlosses für die Mitte Berlins (Hrsg.): Das Schloß? Berlin 1993, S. 53–80.